# Festival Mawazine
Le Festival Mawazine est un événement musical majeur qui se tient chaque année à Rabat et Salé, au Maroc, depuis 2001. Créé sous l'impulsion de l'association Maroc Cultures, il célèbre la diversité musicale mondiale en réunissant des artistes de renommée internationale et des talents émergents.
Se déroulant entre mai et juin, Mawazine est devenu l'un des plus grands festivals au monde en termes d'affluence, promouvant à la fois la culture marocaine et les échanges artistiques entre les peuples.

## Organisation
Le festival Mawazine est organisé depuis 2001 par l'association Maroc Cultures. L'évènement est placé sous le haut patronage du Roi Mohamed VI.
Dans un premier temps, le projet royal est confié à Abdeljalil Lahjomr,, puis à partir de 2006 au secrétaire particulier royal, Mohamed Mounir El Majidi,.

### Financement et conséquences économiques
Le festival Mawazine est un acteur économique de la ville de Rabat. Chaque année, il générerait selon les organisateurs 3 000 emplois directs et indirects et fournirait du travail à plus de 40 entreprises.
Selon les organisateurs, il contribuerait au développement d’une véritable industrie du spectacle au Maroc car il permet l'activité de centaines de techniciens et de prestataires, accueillant par ailleurs des journalistes nationaux et étrangers.
Selon les organisateurs, le coût du festival a connu une nette augmentation au fil des années : il s’élevait à 8,5 millions de dirhams en 2005, à 11 millions en 2006, puis à 60 millions en 2013, pour atteindre 72 millions de dirhams en 2014.

## Polémiques
Le Festival Mawazine a plusieurs fois fait l'objet de polémiques depuis sa création (sans toutefois que cela ne menace véritablement son existence), par exemple occasionnées par le PJD.

### Polémique autour du coût
Le festival Mawazine fait régulièrement polémique autour de son coût jugé élevé par ses détracteurs,,,. Selon les informations publiées par la presse marocaine, Whitney Houston aurait ainsi touché 7,5 millions de dirhams et Mariah Carey 7 millions de dirhams. Pour les organisateurs, les retombées économiques en valent la peine et il n'y a d'importante proximité avec le pouvoir politique «la programmation du festival ne se discute pas au Palais, mais dans une salle de réunion meublée en kit».

## Affluence
Le chanteur belge Stromae avait auparavant battu le record d'affluence du festival de musique Mawazine (30 mai - 7 juin 2014), rassemblant plus de 180 000 spectateurs lundi soir à Rabat, la capitale du Maroc. Les organisateurs ont annoncé mardi que ce record a été battu le samedi 28 Juin 2025 par le rappeur marocain ElGrandeToto qui a réuni plus de 400 000 fans en furie sur la scène OLM Souissi lors de le soir de clôture de la 20eme édition du festival.  La chanteuse Rihanna avait rassemblé plus de 150 000 spectateurs en 2013. Le rappeur La Fouine avait également rassemblé une audience record de 150 000 spectateurs à l'édition de 2017.